# Dufourea tarsata
Dufourea tarsata är en biart som beskrevs av Richard Mitchell Bohart 1947. Dufourea tarsata ingår i släktet solbin, och familjen vägbin. Inga underarter finns listade i Catalogue of Life.